# Tyranneau de Sclater
Phyllomyias sclateri
Espèce
Statut de conservation UICN

 LC  : Préoccupation mineure
Le Tyranneau de Sclater (Phyllomyias sclateri) est une espèce de passereau de la famille des Tyrannidae,. Son nom lui a été donné en hommage au zoologiste britannique Philip Lutley Sclater.

## Systémique et distribution
Cet oiseau est représenté par deux sous-espèces selon la classification de référence du Congrès ornithologique international (version 9.1, 2019) :
- Phyllomyias sclateri subtropicalis (Chapman, 1919) : versant oriental des Andes du sud-est du Pérou (départements de Cuzco et de Puno) ;
- Phyllomyias sclateri sclateri von Berlepsch, 1901 : contreforts des Andes, de la Bolivie au nord-ouest de l'Argentine (vers le sud jusqu'à la province de Tucumán)[1],[2],[4].